# Antoine Béchamp
 (juin 2023).
Pierre Jacques Antoine Béchamp, né le 15 octobre 1816 à Bassing (Moselle) et mort le 15 avril 1908 à Paris, est un médecin, chimiste et pharmacien français, auteur d'une théorie sur les « microzymas ».

## Biographie
Antoine Béchamp est né en Lorraine d’un père meunier. Alors qu’Antoine est âgé de onze ans, un oncle maternel, consul à Bucarest, remarque le potentiel de l’enfant et obtient des parents que leur fils l’accompagne à Bucarest pour y faire ses premières études qu’il fera en roumain et en utilisant l’alphabet cyrillique. Au décès de son oncle en 1834, il retourne en France avec le titre de maître en pharmacie acquis chez Maüsel. Il doit réapprendre sa langue maternelle ainsi que l’alphabet latin tout en travaillant dans une pharmacie de Benfeld.
Il s’inscrit à l’École supérieure de pharmacie de Strasbourg, ville où il ouvre une officine en 1843. Il se marie, après sept ans de fiançailles, avec Clémentine Mertian, fille d’un négociant de tabac et de betterave. Peu après son mariage il retourne à Strasbourg. Agrégé en 1851 de l’École de Strasbourg, il y enseigne la chimie, la physique et la toxicologie jusqu’en 1856 date à laquelle il est nommé professeur de chimie médicale et de pharmacie à la faculté de Médecine de Montpellier. Il y enseignera pendant vingt ans tout en poursuivant des recherches sur la pébrine (une maladie du ver à soie), la fermentation du vin et la transformation des sucres par les moisissures. Son fils aîné, Joseph, prend part à ses travaux.
En 1876, Antoine Béchamp devient le premier doyen de la faculté libre de médecine de Lille, où ses travaux rencontrent l’hostilité des autorités ecclésiastiques. À la suite des démêlés qui l’opposent à Louis Pasteur à partir de 1881, il doit quitter son poste en 1888. Son fils fit de même. Il achète alors une pharmacie au Havre, ville d’origine de la femme de Joseph. Ce dernier décédé, Béchamp gagne Paris où il continue ses expériences dans un laboratoire de la Sorbonne mis à sa disposition par un de ses amis, Charles Friedel. Il y travaillera jusqu’en 1899. Il meurt le 15 avril 1908 en son domicile dans le 5e arrondissement de Paris.
Le 18 septembre 1927, François Guermonprez inaugure une statue de Béchamp à Bassing.

## Les travaux d'Antoine Béchamp
À la suite de travaux expérimentaux et d'observations, il émet l'hypothèse que toute cellule animale ou végétale est constituée de petites particules capables, sous certaines conditions, d'évoluer pour former des bactéries qui continueraient à vivre après la mort de la cellule dont elles proviendraient. Béchamp appela ces hypothétiques petits éléments autonomes « microzymas ». Cette thèse s'inscrit dans celle de la génération spontanée : elle affirme que c'est l'organisme qui crée les bactéries.
Ces thèses, dès l'époque de Béchamp, furent toujours très minoritaires parmi les scientifiques. Jules Tissot, professeur de physiologie générale au Muséum national d'histoire naturelle, pensa les confirmer par des photographies de haute précision de cellules végétales et animales.
Pour Tissot comme pour Béchamp (et contrairement au consensus scientifique général), les organismes vivants, quand ils se dérèglent, produiraient ou, plus exactement, favoriseraient eux-mêmes la prolifération de bactéries pathogènes et virus.
Les principaux tenants des théories de Béchamp sont désormais des partisans des « médecines non conventionnelles » comme Hulda Regehr Clark et Tamara Lebedewa, ou des médecins et biologistes marginaux produisant des théories pseudo-scientifiques. 
Le zoologue et entomologiste allemand Günther Enderlein (1872-1968) se fonda également sur les travaux de Béchamp quand il introduisit l'hypothèse d'un pléomorphisme des bactéries. Cette hypothèse très controversée soutient que la forme des bactéries n'est pas fixe, ce qui ne s'observe que rarement (ex. : Helicobacter pylori)
Béchamp fut contemporain de Louis Pasteur qu'il accuse de plagiat. Il ne craint pas d'affirmer en réponse à un collègue : « Je suis le précurseur de Pasteur, exactement comme le volé est le précurseur de la fortune du voleur heureux et insolent qui le nargue et le calomnie. » Concurrent de Pasteur, contrairement à celui-ci, il tombe dans l'oubli avant de voir certaines de ses idées redécouvertes.

### Synthèse des colorants et l'atoxyl
Ses recherches le conduisent à la découverte d'une méthode nouvelle et économique de production de l'aniline. Alors que le chimiste allemand August Wilhelm von Hofmann produit déjà de l'aniline en soumettant une mixture de nitrobenzène et d'alcool à la réduction par l'action de l'acide chlorhydrique et du zinc, Béchamp montre, en 1852, que l'emploi de l'alcool n'est pas nécessaire, que le zinc peut être remplacé par le fer, et l'acide chlorhydrique par l'acide acétique, ce qui permet de réduire les coûts de production industrielle de l'aniline. Cette réaction est aujourd'hui connue sous le nom de réduction de Béchamp.
La maison Renard de Lyon entend parler de la découverte de Béchamp, elle s'adresse à lui et, avec son aide, elle réussit à produire de manière économique la fuchsine (autrement dit le magenta) et ses variétés. Le seul profit que Béchamp tire de sa découverte est de recevoir, une dizaine d'années plus tard, une médaille d'or décernée par la Société industrielle de Mulhouse.
En 1859, par réaction chimique entre l'aniline et l'acide arsénique (métarsénite d'acétanilide), Béchamp synthétise l'arsanilate de sodium ; il nomme ce composé « atoxyl » par référence à la relative faiblesse de sa toxicité comparée à celle de l'arsenic. L'atoxyl est alors utilisé dans le traitement des maladies de la peau et de la maladie du sommeil. Mais il reste très toxique et n'agit pas sur tous les tréponèmes. Cinquante ans plus tard, cherchant à améliorer l'atoxyl, Paul Ehrlich étudie plus de six cents arsénobenzènes dérivés et, avec Sahachiro Hata, il aboutit en 1909 à la découverte du Salvarsan. Ce produit, le premier enfin réellement efficace contre la syphilis et la maladie du sommeil, marque une étape essentielle dans le développement de la chimie thérapeutique.

### Ferments solubles (ou diastases, ou enzymes)
Dans un mémoire publié en 1858, Béchamp soutient que l'interversion du sucre de canne, quand on l'obtient sans l'aide de la levure, n'a pas pour cause le simple contact avec l'eau, mais bien les moisissures, dont d'autres observateurs avaient noté avant lui la présence concomitante au phénomène. Il assimile cette action des moisissures à celle de la diastase, un des « ferments solubles » (enzymes) connus à l'époque.
Ces expériences peuvent sembler préfigurer celles que Buchnner publiera en 1897. Des auteurs comme Philippe Decourt et Milton Wainwright en concluent ou semblent en conclure que Buchner usurpe une gloire qui revient à Béchamp.
Il faut toutefois noter que ce que Buchner obtenait à partir de la « zymase » de la levure, et en l'absence de la levure elle-même, c'était la fermentation alcoolique. Or Béchamp dit explicitement que la « zymase » qu'il extrait de la levure produit l'interversion du sucre de canne, mais non la fermentation alcoolique. Après avoir distingué entre les deux fonctions : « Comme ferment, la levure possède donc deux fonctions : celle d'intervertir le sucre de canne et celle de produire l'alcool. Ces deux phénomènes sont-ils du même ordre ? » et rappelé que la « zymase » de la levure peut à elle seule intervertir le sucre de canne, il ajoute : « Or, on peut laisser la zymase en contact avec le sucre, aussi longtemps qu'on le veut, sans qu'il se forme aucune trace d'alcool, ou se manifeste aucun indice de fermentation ». Buchner a donc réussi, notamment par l'addition de kieselguhr (tripoli) et l'usage d'une presse hydraulique, là où Béchamp avait échoué.
Ce que Béchamp appelait « zymase » n'était pas le complexe enzymatique auquel Buchner donnerait le même nom, mais l'invertase.

## Le courant Béchamp
Le continuateur d'Antoine Béchamp fut le professeur Jules Tissot (1870-1950) du Muséum d'histoire naturelle, qui fonde la ligue « Santé et Liberté » en 1948. Cette ligue fusionne en 1954 avec « l'Association des parents des victimes de vaccinations » pour devenir la « Ligue nationale contre l'obligation des vaccinations ». Cette ligue fédère un courant hygiéniste fondé sur le jeûne et le végétarisme, centré sur une chaîne de magasins diététiques. On y trouve aussi le courant de la pédagogie Freinet. En 1964, la ligue change de nom pour devenir « Ligue nationale pour la liberté des vaccinations ». En 1992 se produit une scission avec la création de « Association Liberté Information Santé ».
Dans leurs références théoriques, ces associations revendiquent une tradition antipasteurienne savante, fondée sur Béchamp et Tissot, à laquelle peuvent se joindre des médecins homéopathes, des médecines non conventionnelles fondées sur le vitalisme, ou des chercheurs originaux comme Louis-Claude Vincent, inventeur de la « bio-électronique ». Ces théorisations diverses visent à légitimer a posteriori le rejet intuitif ou culturel de la vaccination ; elles n'en sont pas l'origine.
Les idées de Béchamp sont depuis reprises par des courants opposés à la vaccination comme celui d'Alain Scohy, radié de l'Ordre des médecins pour faux certificats médicaux, et considéré comme dérive sectaire par la Miviludes.

## Œuvres
- Recherches sur la pyroxyline, Thèse de chimie, éd. Imprim. G. Silberman, 1853, Texte intégral, lire en ligne sur Gallica.
- Analyse qualitative et quantitative de l'eau minérale alcaline gazeuse de Soultzmatt, éd. Imprim. Huder (Strasbourg), 1853, lire en ligne sur Gallica.
- Essai sur les substances albuminoïdes et sur leur transformation en urée, éd. Imprim. Silberman, 1856.
- Leçons sur la fermentation vineuse et sur la fabrication du vin, C. Coulet (Montpellier), 1863, lire en ligne sur Gallica.
- La Nature parasitaire de la maladie actuelle des vers à soie et M. Pasteur, [lettre à M. le Président de l'Académie des sciences], impr. de Boehm et fils (Montpellier), 1867, lire en ligne sur Gallica.
- Euzet-les-Bains. Eaux minérales : 1°bitumo-sulfureuses purgatives ; 2°magnésiennes, ferrugineuses, cuivreuses. (Analysées par le Prof. Béchamp .), impr. de Roger et Laporte (Nîmes), 1871, lire en ligne sur Gallica.
- Recherches sur la composition du charbon de peuplier dit de Belloc, impr. de P. Grollier (Montpellier), 1872, lire en ligne sur Gallica.
- Les Microzymas, éd. J.B. Baillière et fils (Paris), 1883, lire en ligne sur Gallica, seconde édition revue et corrigée E. Dentu (Paris), 1893,lire en ligne sur Gallica, (réédition par le Centre international d'études A. Béchamp, 1990).
- Recherches sur les modifications moléculaires ou états isallotropiques de la matière amylacée, éd. Imprimerie L. Daniel (Lille), 1884,lire en ligne sur Gallica.

## Décoration
- Chevalier de la Légion d'honneur en 1870[22]